# 1769 w literaturze
Wydarzenia literackie w 1769 roku.

## Nowe książki
- Frances Brooke The History of Emily Montague, pierwsza powieść kanadyjska

## Urodzili się
- 13 lutego – Iwan Kryłow, rosyjski poeta, dramaturg, bajkopisarz (zm. 1844)